# 波音929

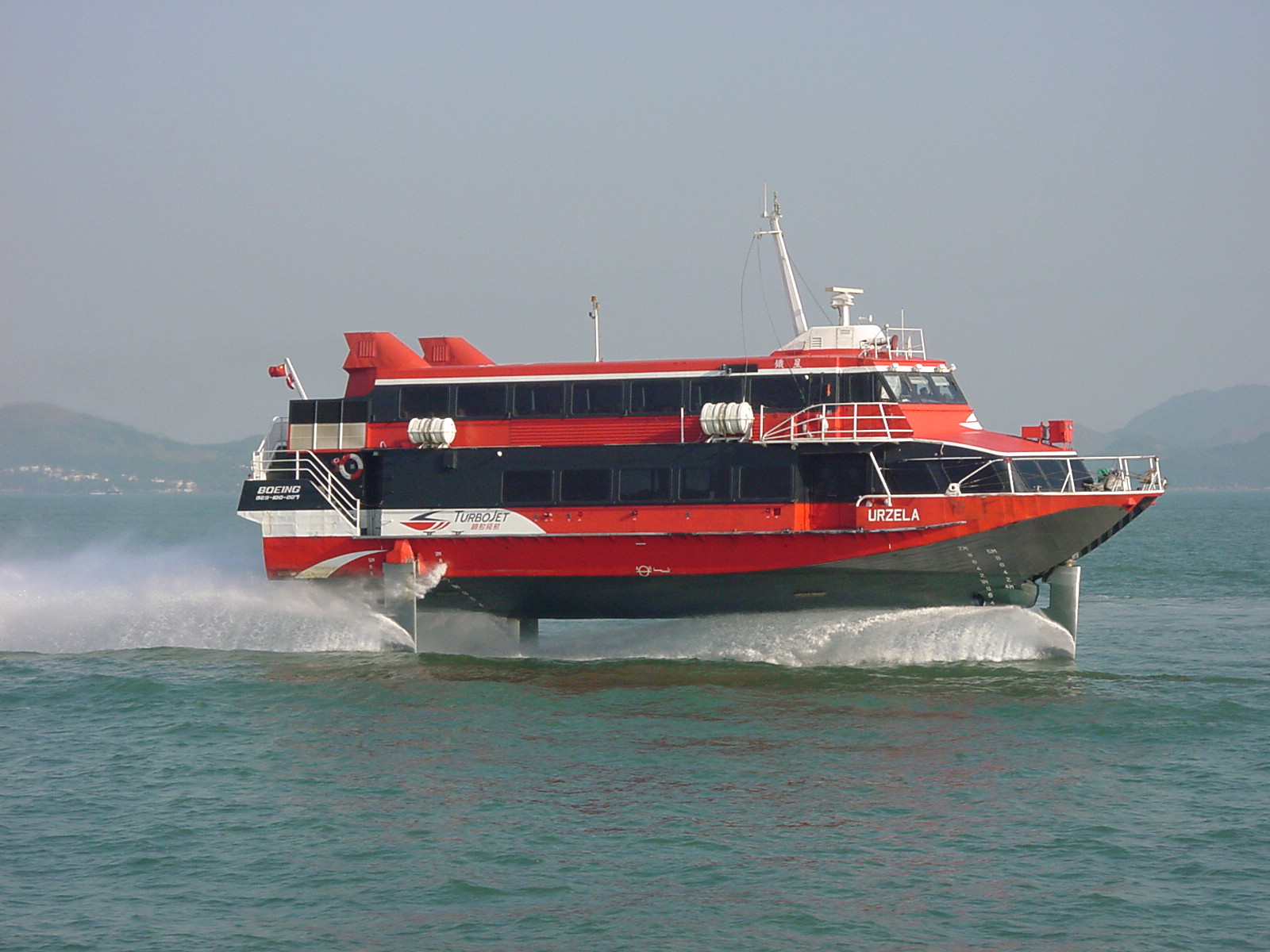
噴射飛航的「鐵星」

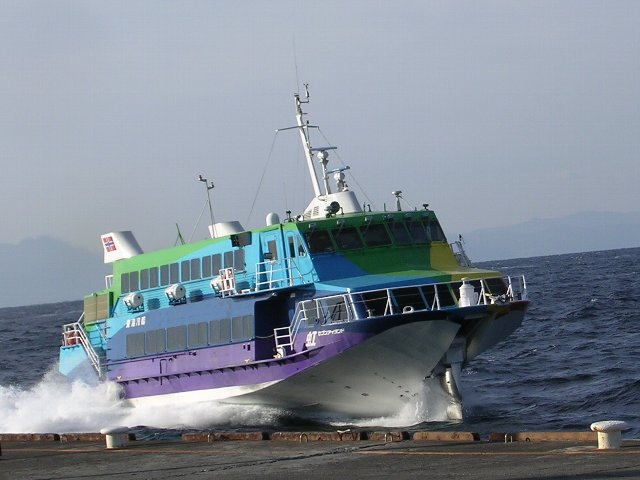
東海汽船的「七島虹」

波音929系列Jetfoil（噴射水翼船）是一款由美國波音公司開發的全浸式水翼船，全球只有43艘，波音建造了26艘，授權日本川崎重工建造15艘，印尼在波音協助下組裝了兩艘。此外，中國上海新南船廠亦引進Jetfoil技術建造了兩艘PS30。

## 歷史
波音海上系統的水翼船開發計劃由1950年代未起，當時波音只是一間專門製造航空器的公司。後來，波音公司成立了一個航海系統的部門，專門研究在有關水上的系統。當時波音十分重視水上系統的開發，更視為一塊未開發的新市場而投入相當的資源。為了加強對包括水翼船在內的先進高速船隻研究，波音海上系統（簡稱BMS）分別建造了噴射推進的飛艇 Hydroplane (HST)，用以測試水翼用的全呎吋模型 Fresh-1 ── 一種有人駕駛、速度可達60至100節的實驗水翼船，奠定了BMS高速水翼船的先河。

## 營運
BMS在1973年開發了在其海上系統商用化的計劃，發展了第一艘商用的客運噴射水翼船，型號為波音929-100型。而第一艘Jetfoil（編號BJ-01）的骨架在1973年1月鋪設，船體在位於美國華盛頓州波音倫頓廠房裡、前身用於建造波音727型客機的裝配設施中裝崁，並於1974年3月在華盛頓湖下水。除了波音代表，不少來自全球的Jetfoil準買家（包括遠東水翼船母企-信德集團創始人何鴻燊）亦有出席下水典禮。其後，BJ-01更分別在華盛頓州首府西雅圖以及太平洋進行測試，在其水翼航行測試時，錄得了航速達48節的記錄，可謂當時的一大創舉。
其後，Jetfoil 929雖然已經取得了今美國海岸防衛隊的航行驗証、ABS評級等。但有鑑於當時Jetfoil 929並未完成美國防衛試航驗証，因而並未得到即時營運權。
經過多番的海上測試後，波音於1975年8月才將BJ-01交付予在夏威夷經營離島間渡輪客運的太平洋海洋運輸有限公司(Pacific Sea Transportation Ltd.)，命名為Kalakaua，之後聯同在同年6月購入的BJ-03（Kamehameha）及BJ-04（Kuhio）一同行走這條往來夏威夷的旅客路線一段時期，而亦有當時起，Jetfoil的用家亦越來越多。其後BJ-01連同BJ-03及BJ-04被賣到香港，由遠東水翼船（即現今噴射飛航）購入，並分別改名為「水星」 (FLORES) 、「火星」（CORVO）及「土星」（PICO）。而全球第一艘正式營運的Jetfoil是噴射飛航的「木星」（MADEIRA，BJ-02，1975年4月正式投入服務，香港註冊，目前已退役）。
噴射飛航曾經擁有16艘Jetfoil 929，是全球擁有最多同類船種的公司。
目前，本型船隻行駛航線如下：
- 日本本土：
  - 東京/熱海市至伊豆群島
  - 新潟至佐渡島（両津碼頭）
  - 松江市至隱岐群島
  - 博多至對馬島
  - 長崎至五島列島
  - 鹿兒島至屋久島/種子島
- 跨境/跨國：
  - 日韓對馬海峽航線（南韓釜山釜山港國際客運碼頭至日本對馬市巖原港或比田勝港/福岡市博多港）
  - 港澳珠江口航線（澳門外港客運碼頭至上環港澳客運碼頭；由於噪音問題，波音929在港僅可於港澳碼頭停泊；而在1988年至2000年代初，亦曾一度同時使用中國客運碼頭。2024年9月20日，噴射飛航決定將波音929噴射船「錫星」復航。）

而曾行駛航線如下：
- 日本本土：
  - 神戶至大阪關西國際機場
- 加拿大本土：
  - 溫哥華至域多利（僅1985年4-9月開行，及後船隻售予日本）
- 西班牙及其外飛地：
  - 直布羅陀海峽航線（休達至阿尔赫西拉斯）（1981-90年間開行，及後船隻分別售予香港及日本）
- 跨國：
  - 日韓下關市至釜山（由下關市政府營運之第三部門渡輪航線，1993年結束，公司隨後於2005年清盤）
  - 美加胡安·德·富卡海峽航線（加拿大域多利至美國西雅圖）（僅1980年夏季、向鐵行輪船租賃「Flying Princess」開行）
  - 英法英倫海峽航線（因1994年英法海底隧道通車而結束）
  - 英愛愛爾蘭海航線（愛爾蘭都柏林至英國利物浦）（1980-81年間開行，後來因利物浦經濟蕭條而結束）

## 停產、退役與重新生產
由於Jetfoil的建造價錢極為昂貴，加上其燃料及機械方面保養的成本亦過於高昂（以43節航速為例，燃氣消耗量為每小時2150公升），加上其他各種的高速船（如FlyingCat 等高速雙體船）面世，所以波音公司於1985年4月建造完最後一艘Jetfoil（編號BJ-26，型號929-117）後，便結束其在美國的Jetfoil生產線。而在1987年1月，波音將其Jetfoil 929系列的設計、建造技術、專利權以至其的命名權全數售予日本川崎重工，而繼後所生產的Jetfoil，亦是川崎的品牌。
不幸的是，1995年川崎重工也把Jetfoil 929停產，也意味著它正式走入黃昏期。
噴射飛航自從收購合併其他港澳高速船營運商後，其船隊也有各式載客量更大的雙體船，Jetfoil的載客量因而相形見拙，加上因噪音問題被限制航線，往往淪為後備船隊，以至有船隻提早成為零件船被拆解。再者，自從港珠澳大橋通車後，噴射飛航客量大跌，以及 Jetfoil 的營運壽命即將屆滿，噴射飛航因此從2010年代中後期起將 Jetfoil 陸續退役。此外，JR九州高速船及未來高速亦分別向Austal及英輝造船引進雙體船，以加強客運服務。不過東海汽船則於Jetfoil停產多年後，重新向川崎重工訂購一艘Jetfoil以取代（七島虹）並命名為（七島結），並於2020年3月26日下水，同年7月13日開始投入服務。
2020年10月，第一艘波音929「水星」被移至鄰近噴射飛航船廠的宏德機器鐵工廠，準備進行拆解。當消息曝光後，波音企業傳訊部門、部分港澳交通愛好者，以至香港中西區區議會等各方陸續表達希望保留該船船體（或銘牌）的意願，最後拆船工作暫停。

## 軼聞
由於香港噴射飛航僅餘的波音929噴射船年事已高，加上新冠肺炎影響，該批噴射船由2022年起一直處於閒置狀態；而噴射飛航亦未有公佈波音929會何去何從，從而令外界猜測噴射飛航會否無聲無息地退役甚至拆解所有噴射船。
有港澳交通迷為了令更多市民關注Jetfoil 929，於是在2020年10月利用Facebook創立『Jetfoil 噴射船保育關注組』，至噴射飛航決定將波音929復航前，該組織的Facebook專頁大約有5,300位追蹤者關注。

## Jetfoil的生產商與產地
- 由美國波音所建造的Jetfoil（合共有26艘）
  - 929-100（全部均為噴射飛航現役或曾使用水翼船）
  - 929-115
  - 929-117（只有一艘）
  - 929-320（只有一艘，較標準型號多一具柴油機，即使後來改裝為929-115亦然）

- 由日本川崎所建造的Jetfoil（合共有15艘）
  - 929-117（全部均在日本使用）

- 由印尼組裝的Jetfoil（合共有2艘）
  - 929-119

- 中國上海新南船廠所建造PS30，仿Jetfoil（合共有2艘，專為噴射飛航生產，但有一艘已易手）
  - PS30

## Jetfoil型號部件
- 船體：單體船
- 水翼：共有三組，包括船頭一組及船尾左右兩組
  - 929-100 採用構架式焊接，外形較呆板，水中阻力較大，焊接工作量較大，在海水中較容易腐蝕；但成本較低。
    - 註：噴射飛航旗下之波音929-100船款之水翼已全部改用波音929-115船款之水翼。

  - 929-115 採用三軸聯動數控銑床將材料（不鏽鋼厚板）挖空，焊接蓋板，再用數碼控制銑床加工外形，手工打磨光潔，相比水中阻力較小，在海水中較不容易腐蝕；但成本較高。

## Jetfoil船隻列表
| 編號  | 型號             | 竣工日期   | 建造地            | （前營運商） 現營運商                                                                           | （前船名） 現船名                                                                                                | 首次營運日期 | （前註冊地） 現註冊地               | 目前狀態 |
| ----- | ---------------- | ---------- | ----------------- | ----------------------------------------------------------------------------------------------- | --- | ------------ | ----------------------------------- | --- |
| BJ-01 | Boeing 929-100   | 1974年3月  | 美國              | （太平洋海洋運輸有限公司） 噴射飛航                                                             | （Kalakaua） Flores／水星                                                                                        | 1975年8月    | （夏威夷） 香港                     | 因新雙體船啟用而在2008年12月退役，長期停泊於荔枝角船塢 2020年10月準備在宏德機器鐵工廠拆解，其後在各界壓力下拆船工作暫停 |
| BJ-02 | Boeing 929-100   | 1974年10月 | 美國              | 噴射飛航                                                                                        | Madeira／木星 | 1975年4月    | 香港                                | 因2013年撞船事故後船體損毀而退役，長期停放於荔枝角船塢                                                                  |
| BJ-03 | Boeing 929-100   | 1975年2月  | 美國              | （太平洋海洋運輸有限公司） （噴射飛航） 未來高速（隨Hijet Ferry的併入一併讓渡）                 | （Kamehameha） （Corvo／火星） Hijet                                                                             | 1975年6月    | （夏威夷） （香港） 巴拿馬          | 已退役 |
| BJ-04 | Boeing 929-100   | 1975年5月  | 美國              | （太平洋海洋運輸有限公司） 噴射飛航                                                             | （Kuhio） Pico／土星                                                                                             | 1975年10月   | （夏威夷） 香港                     | 因港珠澳大橋通車而於2018年2月7日退役，長期停放於青衣船廠，至2021年4月初拖往荔枝角船塢並於2021年5月中拆解                |
| BJ-05 | Boeing 929-100   | 1975年4月  | 美國              | 噴射飛航                                                                                        | Santa Maria／金星                                                                                                | 1975年7月    | 香港                                | 因港珠澳大橋通車而於2019年8月14日退役，長期停放於荔枝角船塢，至2021年3月中在宏德機器鐵工廠拆解                          |
| BJ-06 | Boeing 929-100   | 1975年12月 | 美國              | （J. Lauritzen A/S） （Turismo Margarita） 噴射飛航                                             | （Anita Dan） （Jet Caribe） Sao Jorge／銀星(Premier Jetfoil)                                                    | 1976年5月    | （哥本哈根） （委內瑞拉） 香港      | 2025年被拆解 |
| BJ-07 | Boeing 929-100   | 1976年5月  | 美國              | （鐵行輪船公司） （Trasmediterranea） 噴射飛航                                                  | （Flying Princess） （Princesa Voladora） Urzela／鐵星                                                           | 1977年6月    | （英國） （西班牙） 香港            | 因港珠澳大橋通車而於2018年12月21日退役，翌年9月拖往青衣船廠停放，至2021年4月初在宏德機器鐵工廠拆解                      |
| BJ-08 | Boeing 929-100   | 1976年11月 | 美國              | （Turismo Margarita） （噴射飛航） 未來高速                                                     | （Jet Oriente，1978年易名Jet Caribe II） （Acores／恆星） Kobee III                                              | 1977年3月    | （委內瑞拉） （香港） 巴拿馬        | 因新雙體船啟用而退役 |
| BJ-09 | Boeing 929-100   | 1976年12月 | 美國              | （佐渡汽船） 噴射飛航                                                                           | （おけさ） Guia／東星                                                                                            | 1977年6月    | （日本） 香港                       | 因港珠澳大橋通車而於2018年7月10日退役，後被拖往青衣船廠停放，至2021年4月中在宏德機器鐵工廠拆解                          |
| BJ-10 | Boeing 929-100   | 1977年5月  | 美國              | （鐵行輪船公司） （噴射飛航） 未來高速                                                          | （Jet Ferry One） （Ponta Delgada／銅星） Kobee V                                                                | 1977年6月    | （英國） （香港） 巴拿馬            | 已退役 |
| BJ-11 | Boeing 929-115   | 1978年6月  | 美國              | （佐渡汽船） （鹿兒島商船） 種子屋久高速船                                                      | （おけさ） Toppy 4 於2006年12月撞船事故後更名為Toppy 7                                                           | 1979年5月    | 鹿兒島                              | 現役 |
| BJ-12 | Boeing 929-115   | 1979年1月  | 美國              | 噴射飛航                                                                                        | Terceira／錫星(Premier Jetfoil)                                                                                  | 1979年4月    | 香港                                | 現役 |
| BJ-13 | Boeing 929-115   | 1979年5月  | 美國              | 噴射飛航                                                                                        | Funchal／天皇星(Premier Jetfoil)                                                                                 | 1979年4月    | 香港                                | 現役 |
| BJ-14 | Boeing 929-115   | 1979年8月  | 美國              | （英國皇家海軍） （波音海上系統） 噴射飛航                                                      | （原929-320型單層「HMS Speedy／迅速號」獵掃雷艦暨漁政船） （Speddy Princess；改裝為民用929-115型） Lilau／帝皇星 | 1979年10月   | （英國） 香港                       | 因港珠澳大橋通車而於2019年9月30日退役，長期停放於荔枝角船塢，至2021年7月尾在宏德機器鐵工廠拆解                          |
| BJ-15 | Boeing 929-115   | 1979年11月 | 美國              | （B&I Line） 佐渡汽船                                                                           | （Cú Na Mara） ぎんが／銀河                                                                                      | 1980年1月    | （愛爾蘭） 佐渡                     | 現役 |
| BJ-16 | Boeing 929-115   | 1980年3月  | 美國              | （鐵行輪船公司） 噴射飛航                                                                       | （Jet Ferry Two） Horta／海皇星(Premier Jetfoil)                                                                 | 1980年4月    | 香港                                | 現役 |
| BJ-17 | Boeing 929-115   | 1980年8月  | 美國              | （Alimar S.A. Argentinia） （波音海上系統） （Island Jetfoil Co. Canada） （關西汽船） 東海汽船 | （Montevideo Jet） （Aries） （Spirit Of Friendship） （Jet 7） セブンアイランド愛／七島愛                       | 1980年10月   | 東京                                | 現役 |
| BJ-18 | Boeing 929-115   | 1981年2月  | 美國              | （Trasmediterranea） 噴射飛航                                                                   | （Princesa Guayarmina） Cacilhas／幸運星(Premier Jetfoil)                                                        | 1981年3月    | 香港                                | 現役 |
| BJ-19 | Boeing 929-115   | 1980年8月  | 美國              | （RMT Belgium） （Adler Schiffe GmbH & Co） （Seajets.com） 東海汽船                            | （Princesse Clementine） （Adler Blizzard） （Seajet Kara） セブンアイランド虹／七島虹                           | 1981年4月    | （比利時） （德國） （巴哈馬） 東京 | 因新噴射船「七島結」啟用而於2020年7月16日退役，後被拖往靜岡藤高造船廠準備解體                                           |
| BJ-20 | Boeing 929-115   | 1981年4月  | 美國              | （RMT Belgium） （Adler Schiffe GmbH & Co） （Seajets.com） 東海汽船                            | （Princesse Stephanie） （Adler Wizzard） （Seajet Kristen） セブンアイランド夢／七島夢                          | 1981年7月    | （比利時） （德國） （巴哈馬） 東京 | 2014年9月16日退役，後被拖往神戶船廠準備解體                                                                             |
| BJ-21 | Boeing 929-115   | 1981年7月  | 美國              | （Trasmediterranea） 噴射飛航                                                                   | （Princesa Guacimara） Taipa／帝后星(Premier Jetfoil)                                                              | 1981年11月   | 香港                                | 現役 |
| BJ-22 | Boeing 929-115   | 1981年10月 | 美國              | 印尼政府                                                                                        | Bima Samudera I                                                                                                  | 1981年12月   | 不明                                | 因成本問題於2001年退役                                                                                                  |
| BJ-23 | Boeing 929-115   | 1984年6月  | 美國              | （沙特阿拉伯王室） （Cosmo Line Co / Ichimaru Group） 種子屋久高速船                            | （原皇家遊艇「阿卜杜拉阿齊茲二號」） Rocket 2                                                                    | 1984年6月    | （麥加） 種子島 - 西之表            | 現役 |
| BJ-24 | Boeing 929-119   | 1984年6月  | 美國 （印尼組裝） | 印尼海軍                                                                                        | Bima Samudera II                                                                                                 | 1984年       | 不明                                | 服役不足一年後退役，閒置於泗水海軍基地                                                                                  |
| BJ-25 | Boeing 929-119   | 1984年11月 | 美國 （印尼組裝） | 印尼海軍                                                                                        | Bima Samudera III                                                                                                | 1985年2月    | 不明                                | 服役不足一年後退役，閒置於泗水海軍基地                                                                                  |
| BJ-26 | Boeing 929-117   | 1985年4月  | 美國              | （關西汽船） （日韓高速船） （佐渡汽船） 九州郵船                                               | （Jet 8） （ジェットライナー） （鶻） Venus 2                                                                    | 1985年6月    | 福岡                                | 現役 |
| lJ-01 | Boeing 929-120   | 1989年3月  | 美國 （印尼組裝） | 印尼海軍                                                                                        | （沒有完成組裝）                                                                                                 | （不適用）   | （不適用）                          | 閒置 |
| lJ-02 | Boeing 929-120   | 1984年11月 | 美國 （印尼組裝） | 印尼海軍                                                                                        | （沒有完成組裝）                                                                                                 | （不適用）   | （不適用）                          | 閒置 |
| KJ-01 | Kawasaki 929-117 | 1989年3月  | 日本              | 佐渡汽船                                                                                        | つばさ／翼 | 1989年4月    | 佐渡                                | 現役 |
| KJ-02 | Kawasaki 929-117 | 1989年6月  | 日本              | （九州商船） （鹿兒島商船） 東海汽船                                                            | （Pegasus） （Toppy 1） セブンアイランド 友／七島友                                                              | 1989年7月    | （鹿兒島） 東京                     | 現役 |
| KJ-03 | Kawasaki 929-117 | 1989年9月  | 日本              | （日本海洋高速） （海上通道） （沖縄マリンジェット観光） JR九州高速船                           | （ながさき／長崎） （パールウイング） （マーリン） Beetle 3／甲蟲三號                                            | 1989年9月    | 福岡                                | 現役 |
| KJ-04 | Kawasaki 929-117 | 1990年3月  | 日本              | （Trasmediterranea） 九州商船                                                                   | （Princess Dacil） Pegasus／飛馬                                                                                 | 1990年4月    | 長崎                                | 現役 |
| KJ-05 | Kawasaki 929-117 | 1990年4月  | 日本              | JR九州高速船                                                                                    | （ながさき／長崎） 1994年為改走新設的日韓航線而更名為Bettle 1／甲蟲一號                                          | 1990年5月    | 福岡                                | 現役 |
| KJ-06 | Kawasaki 929-117 | 1990年7月  | 日本              | （JR九州高速船） （Comso Line） 種子屋久高速船                                                  | （Beetle／甲蟲） Rocket Rocket 3                                                                                 | 1991年9月    | 西之表                              | 現役 |
| KJ-07 | Kawasaki 929-117 | 1990年10月 | 日本              | （東日本渡輪） 九州商船                                                                         | （Unicon） Pegasus 2／飛馬二號                                                                                   | 1991年10月   | 長崎                                | 現役 |
| KJ-08 | Kawasaki 929-117 | 1991年2月  | 日本              | JR九州高速船                                                                                    | Beetle 2／甲蟲二號                                                                                               | 1991年3月    | 福岡                                | 現役 |
| KJ-09 | Kawasaki 929-117 | 1991年3月  | 日本              | 九州郵船                                                                                        | Venus | 1991年4月    | 福岡                                | 現役 |
| KJ-10 | Kawasaki 929-117 | 1991年4月  | 日本              | 佐渡汽船                                                                                        | すいせい／彗星                                                                                                   | 1991年4月    | 佐渡                                | 現役 |
| KJ-11 | Kawasaki 929-117 | 1991年6月  | 日本              | （Trasmediterranea） （鹿兒島商船） （種子屋久高速船） 隱岐汽船                                 | （Princess Teguise） （Toppy 5） Rainbow Jet                                                                     | 1991年11月   | 鹿兒島                              | 現役 |
| KJ-12 | Kawasaki 929-117 | 1992年4月  | 日本              | （鹿兒島商船） 種子屋久高速船                                                                   | Toppy 2 | 1992年5月    | 鹿兒島                              | 現役 |
| KJ-13 | Kawasaki 929-117 | 1995年3月  | 日本              | （鹿兒島商船） 種子屋久高速船                                                                   | Toppy 3 | 1995年4月    | 鹿兒島                              | 現役 |
| KJ-14 | Kawasaki 929-117 | 1994年6月  | 日本              | （K-Jet） （未來高速） 東海汽船                                                                 | （クリスタルウイング／水晶翼） （Beetle 5／甲蟲五號） セブンアイランド 大漁／七島大漁                            | 1995年4月    | （福岡） 東京                       | 現役 |
| KJ-15 | Kawasaki 929-117 | 1994年6月  | 日本              | （Cosmo Line Co / Ichimaru Group） 種子屋久高速船                                               | （エメラルドウイング／翡翠翼） Rocket 1                                                                          | 2004年12月   | 鹿兒島                              | 現役 |
| KJ-16 | Kawasaki 929-117 | 2020年7月  | 日本              | 東海汽船                                                                                        | セブンアイランド結／七島結                                                                                       | 2020年7月    | 東京                                | 現役 |

## 相關項目
- PS30
- Foilcat
- FlyingCat
- Super Shuttle 400